# Сайко (нэнго)
Сайко или Сэйко (яп. 斉衡 сайко:, сэйко:, тесное ярмо) — девиз правления (нэнго) японского императора Монтоку с 854 по 857 год .

## Продолжительность
Начало и конец эры:
- 30-й день 11-й луны 4-го года Ниндзю (по юлианскому календарю — 23 декабря 854 года);
- 21-й день 2-й луны 4-го года Сайко (по юлианскому календарю — 20 марта 857 года).

## Происхождение
Название нэнго было заимствовано из классического древнекитайского сочинения Чжоу ли:「豊礼孰君器斉衡」.

## События
- 21 апреля 854 года (13-й день 6-й луны 1-го года Сайко) — садайдзин Минамото-но Токива, также известный как Минамото-но Цунэ, умер в возрасте 43 лет[6];
- 855 год (1-я луна 2-го года Сайко) — восстание эмиси; на его подавление на север были отправлены 1000 воинов[7];
- 855 год (5-я луна 2-го года Сайко) — от статуи Будды в храме Тодай-дзи отвалилась голова, и император назначил дайнагона Фудзивару-но Ёсисукэ, брата садайдзина Ёсифусы, ответственным за сбор средств со всей империи на новую голову для дайбуцу[7].

## Сравнительная таблица
Ниже представлена таблица соответствия японского традиционного и европейского летосчисления. В скобках к номеру года японской эры указано название соответствующего года из 60-летнего цикла китайской системы гань-чжи. Японские месяцы традиционно названы лунами.
| 1-й год Сайко (Деревянная Собака) | 1-я луна       | 2-я луна*  | 3-я луна  | 4-я луна* | 5-я луна               | 6-я луна  | 7-я луна* | 8-я луна   | 9-я луна*   | 10-я луна  | 11-я луна | 12-я луна  |               |
| --------------------------------- | -------------- | ---------- | --------- | --------- | ---------------------- | --------- | --------- | ---------- | ----------- | ---------- | --------- | ---------- | ------------- |
| Юлианский календарь               | 1 февраля 854  | 3 марта    | 1 апреля  | 1 мая     | 30 мая                 | 29 июня   | 29 июля   | 27 августа | 26 сентября | 25 октября | 24 ноября | 24 декабря |               |
| 2-й год Сайко (Деревянная Свинья) | 1-я луна*      | 2-я луна*  | 3-я луна* | 4-я луна  | 4-я луна* (високосная) | 5-я луна  | 6-я луна* | 7-я луна   | 8-я луна    | 9-я луна*  | 10-я луна | 11-я луна  | 12-я луна*    |
| Юлианский календарь               | 23 января 855  | 21 февраля | 22 марта  | 20 апреля | 20 мая                 | 18 июня   | 18 июля   | 16 августа | 15 сентября | 15 октября | 13 ноября | 13 декабря | 12 января 856 |
| 3-й год Сайко (Огненная Крыса)    | 1-я луна*      | 2-я луна   | 3-я луна* | 4-я луна* | 5-я луна               | 6-я луна* | 7-я луна  | 8-я луна   | 9-я луна    | 10-я луна* | 11-я луна | 12-я луна  |               |
| Юлианский календарь               | 10 февраля 856 | 10 марта   | 9 апреля  | 8 мая     | 6 июня                 | 6 июля    | 4 августа | 3 сентября | 3 октября   | 2 ноября   | 1 декабря | 31 декабря |               |
| 4-й год Сайко (Огненный Бык)      | 1-я луна*      | 2-я луна*  | 3-я луна  | 4-я луна* | 5-я луна*              | 6-я луна  | 7-я луна* | 8-я луна   | 9-я луна    | 10-я луна* | 11-я луна | 12-я луна  |               |
| Юлианский календарь               | 30 января 857  | 28 февраля | 29 марта  | 28 апреля | 27 мая                 | 25 июня   | 25 июля   | 23 августа | 22 сентября | 22 октября | 20 ноября | 20 декабря |               |

* звёздочкой отмечены короткие месяцы (луны) продолжительностью 29 дней. Остальные месяцы длятся 30 дней.